# جاي وارن مادن
جاي وارن مادن (بالإنجليزية: J. Warren Madden)‏ هو قاضي ومحامي أمريكي، ولد في 17 يناير 1890 في Waddams Township, Illinois ‏ في الولايات المتحدة، وتوفي في 17 فبراير 1972 في سان فرانسيسكو في الولايات المتحدة.